# Tipula (Microtipula) effeta
Tipula (Microtipula) effeta is een tweevleugelige uit de familie langpootmuggen (Tipulidae). De soort komt voor in het Neotropisch gebied.